# Marcus Ginyard
Marcus Darrel Ginyard (Rochester, Nueva York, 8 de mayo de 1987) es un exjugador de baloncesto estadounidense que disputó once temporadas como profesional. Con 1,96 metros de estatura, jugaba en la posición de escolta.

## Trayectoria deportiva

### Universidad
Jugó cinco temporadas con los Tar Heels de la Universidad de Carolina del Norte en Chapel Hill, aunque una de ellas se la perdió entera menos tres partidos por una lesión, en las que promedió 6,1 puntos, 3,8 rebotes, 1,9 asistencias y 1,1 robos de balón por partido. En 2008 fue incluido en el mejor quinteto defensivo de la Atlantic Coast Conference, y al año siguiente ganó junto a su equipo el Torneo de la NCAA.

### Profesional
Tras no ser elegido en el Draft de la NBA de 2010, fue invitado por los Charlotte Bobcats para disputar las Ligas de Verano de la NBA. El 17 de julio de ese año fichó por el BBC Bayreuth de la Basketball Bundesliga. Jugó una temporada en el equipo alemán, en la que promedió 10,9 puntos y 3,6 rebotes por partido.
En octubre de 2011 fichó por el Ironi Nahariya de la Liga Leumit, la segunda división del baloncesto israelí, donde jugó una temporada en la que acabó promediando 21,2 puntos y 6,8 rebotes por partido.
Al año siguiente, en julio de 2012, volvió a cambiar de liga y de país, al fichar por el Anwil Włocławek polaco. Jugó una temporada, en la que promedió 12,4 puntos y 4,1 rebotes por encuentro.
En agosto de 2013 fichó por el BK Azovmash Mariupol de la Superliga de Ucrania, donde permaneció hasta marzo de 2014, pero decidió dejar el equipo tras el conflicto militar entre Ucrania y Rusia. Tres semanas después regresó a Polonia para fichar por el Stelmet Zielona Góra hasta final de temporada, disputando 23 partidos saliendo desde el banquillo, en los que promedió 6,0 puntos y 2,9 rebotes.
El 3 de noviembre de 2014 regresó a su país para fichar por los Westchester Knicks de la NBA D-League. Jugó 18 partidos, en los que promedió 7,5 puntos y 4,4 rebotes, antes de ser despedido en febrero de 2015 tras una lesión. En marzo fichó por el Panionios BC de la A1 Ethniki griega hasta final de temporada.
En julio de 2015 fichó por el Hermine de Nantes Atlantique de la Pro B, la segunda división francesa, donde jugó una temporada como titular, promediando 9,5 puntos y 3,1 rebotes por partido. El 19 de agosto de 2016 regresó a Polonia para fichar por el Energa Czarni Słupsk.
El 22 de agosto de 2017 fichó por el KK Rabotnički de Macedonia.